# Karolina Šprem

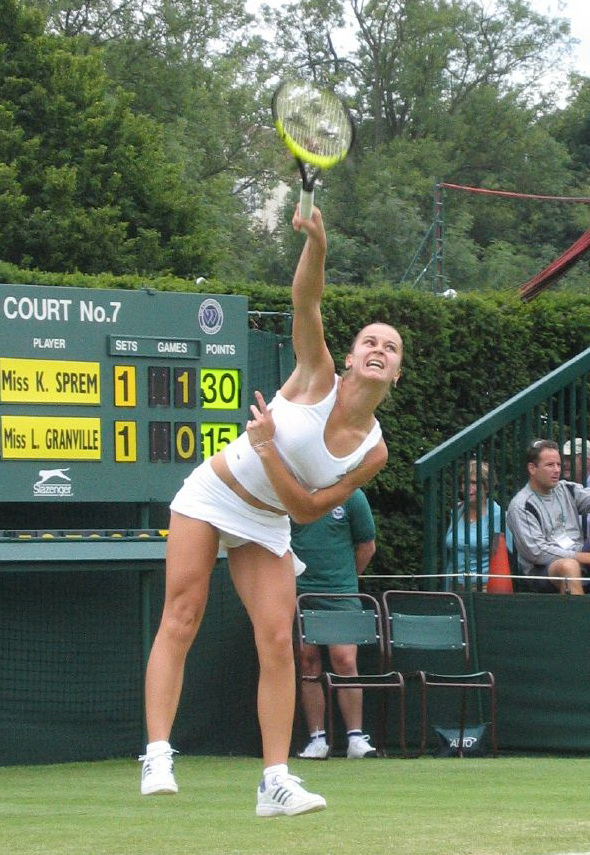
Wimbledon 2004

Karolina Šprem-Baghdatis (Varaždin, 25 oktober 1984) is een voormalig tennisspeelster uit Kroatië. Šprem begon met tennis toen zij negen jaar oud was. Zij speelt rechtshandig en heeft een tweehandige backhand. Zij was actief in het proftennis van 2001 tot in 2011.

## Loopbaan
In 2002 won zij voor het eerst toernooien op het ITF-circuit. Zij bereikte de top 100 op de WTA-tour in het enkelspel in mei 2003. Haar doorbraak kwam in 2004 toen zij op Wimbledon de kwartfinale bereikte, na overwinningen op onder meer Venus Williams en Magdalena Maleeva. Zij verloor toen van de Amerikaanse Lindsay Davenport. Het is haar beste resultaat op een grandslamtoernooi. Haar hoogste notering op de WTA-ranglijst is de zeventiende plaats, die zij bereikte in oktober 2004.
Šprem wist geen toernooi op de WTA-tour te winnen. Zij bereikte wel drie finales in het enkelspel, in de periode 2003–2005. Zij was weinig actief in het dubbelspel.
In de periode 2001–2006 maakte Šprem deel uit van het Kroatische Fed Cup-team – zij behaalde daar een winst/verlies-balans van 9–7. In vier achtereenvolgende jaren (2001 tot en met 2004) speelde zij in de eerste ronde van de Wereldgroep, maar het Kroatische team verloor steeds – tijdens de ontmoeting met België in 2004 won zij haar enkelspelpartij van Kirsten Flipkens, maar verloor van Kim Clijsters.
In 2007 raakte zij geblesseerd aan de pols voor Roland Garros. Zij is hierdoor de rest van dat jaar en in het begin van 2008 nauwelijks aan spelen toegekomen.
In april 2011 beëindigde zij haar professionele loopbaan.

## Persoonlijk
Sinds 14 juli 2012 is zij gehuwd met de Cypriotische tennisser Marcos Baghdatis. Tijdens Wimbledon 2012 werd bekendgemaakt dat zij een kind verwachtten. Hun dochter werd geboren op 20 oktober 2012 in Zagreb.

## Posities op deWTA-ranglijst
Positie per einde seizoen:
| jaar | rang enkelspel | rang dubbelspel |
| ---- | -------------- | --------------- |
| 2000 | 1157           | –               |
| 2001 | 717            | –               |
| 2002 | 273            | –               |
| 2003 | 59             | 587             |
| 2004 | 18             | 368             |
| 2005 | 65             | 244             |
| 2006 | 88             | –               |
| 2007 | 208            | –               |
| 2008 | 175            | –               |
| 2009 | 96             | –               |
| 2010 | 96             | –               |
| 2011 | 813            | –               |

## Resultaten grandslamtoernooien
| Legenda | Legenda                          |
| ------- | -------------------------------- |
| g.t.    | geen toernooi gehouden           |
| l.c.    | lagere categorie                 |
| –       | niet deelgenomen                 |
| G       | uitgeschakeld in de groepsfase   |
| 1R      | uitgeschakeld in de eerste ronde |
| 2R      | uitgeschakeld in de tweede ronde |
| 3R      | uitgeschakeld in de derde ronde  |
| 4R      | uitgeschakeld in de vierde ronde |
| KF      | uitgeschakeld in de kwartfinale  |
| HF      | uitgeschakeld in de halve finale |
| F       | de finale verloren               |
| W       | het toernooi gewonnen            |
| w-v     | winst/verlies-balans             |

### Enkelspel
| toernooi        | 2003 | 2004 | 2005 | 2006 | 2007 | 2008 | 2009 | 2010 | 2011 | w-v |
| --------------- | ---- | ---- | ---- | ---- | ---- | ---- | ---- | ---- | ---- | --- |
| Australian Open | –    | 1R   | 4R   | 2R   | 1R   | –    | 1R   | 2R   | 1R   | 5-7 |
| Roland Garros   | –    | 1R   | 2R   | 3R   | –    | 1R   | 1R   | 1R   | –    | 3-6 |
| Wimbledon       | 2R   | KF   | 1R   | 3R   | –    | –    | 1R   | 2R   | –    | 8-6 |
| US Open         | 1R   | 1R   | 1R   | 1R   | –    | –    | –    | 1R   | –    | 0-5 |

### Vrouwendubbelspel
| toernooi        | 2005 | 2006 | w-v |
| --------------- | ---- | ---- | --- |
| Australian Open | –    | 2R   | 1-1 |
| Roland Garros   | –    | –    | 0-0 |
| Wimbledon       | 1R   | –    | 0-1 |
| US Open         | –    | –    | 0-0 |

## Palmares
| Legenda                |
| ---------------------- |
| Grandslamtoernooi      |
| Olympische Spelen      |
| Year-End Championships |
| Tier I                 |
| Tier II                |
| Tier III               |
| Tier IV & V            |

### WTA-finaleplaatsen enkelspel
| nr.              | finale     | toernooi        | ondergrond    | tegenstandster     | score         |         |
| ---------------- | ---------- | --------------- | ------------- | ------------------ | ------------- | ------- |
| gewonnen finales |            |                 |               |                    |               |         |
| geen             |            |                 |               |                    |               |         |
| verloren finales |            |                 |               |                    |               |         |
| 1.               | 2003-05-24 | WTA Straatsburg | gravel        | Silvia Farina      | 3-6, 6-4, 4-6 | details |
| 2.               | 2003-06-14 | WTA Wenen       | gravel        | Paola Suárez       | 6-7, 6-2, 4-6 | details |
| 3.               | 2005-09-25 | WTA Calcutta    | hardcourt (i) | Anastasija Myskina | 2-6, 2-6      | details |

### WTA-finaleplaatsen dubbelspel
geen

### Gewonnen ITF-toernooien enkelspel
| nr. | finale     | toernooi    | dotatie  | tegenstandster in finale | score          |
| --- | ---------- | ----------- | -------- | ------------------------ | -------------- |
| 1.  | 2002-01-27 | Courmayeur  | $10.000  | Stefanie Weis            | 4-6, 7-6, 6-4  |
| 2.  | 2002-02-17 | Bergamo     | $10.000  | Rita Degli Esposti       | 6-1, 6-2       |
| 3.  | 2003-01-26 | Grenoble    | $10.000  | Sophie Lefèvre           | 7-5, 7-5       |
| 4.  | 2003-02-16 | Southampton | $25.000  | Magdalena Zděnovcová     | 6-3, 1-0, opg. |
| 5.  | 2003-02-23 | Redbridge   | $25.000  | Volha Barabansjtsjikava  | 6-3, 6-2       |
| 6.  | 2003-03-23 | Castellón   | $25.000  | Ľudmila Cervanová        | 6-3, 6-3       |
| 7.  | 2003-11-02 | Poitiers    | $50.000  | Roberta Vinci            | 6-4, 7-5       |
| 8.  | 2009-03-01 | Biberach    | $50.000  | Kirsten Flipkens         | 6-1, 6-2       |
| 9.  | 2009-04-11 | Torhout     | $100.000 | Viktorija Koetoezova     | 6-1, 6-4       |
| 10. | 2009-09-20 | Mestre      | $50.000  | Yvonne Meusburger        | 2-6, 6-2, 6-4  |

### Gewonnen ITF-toernooien dubbelspel
| nr. | finale     | toernooi | dotatie | partner              | tegenstandsters in finale   | score    |
| --- | ---------- | -------- | ------- | -------------------- | --------------------------- | -------- |
| 1.  | 2002-11-24 | Zagreb   | $10.000 | Mervana Jugić-Salkić | Jelena Kostanić Matea Mezak | 6-2, 6-4 |